# Ne daj se, Nina
Ne daj se, Nina je hrvatska TV serija snimljena po licenci jedne od najuspješnijih kolumbijskih telenovela Yo soy Betty, la fea, autora Fernanda Gaitana. Licencni partneri su bili RTL Televizija iz Hrvatske i FOX Televizija iz Srbije. Prikazivana je i u Bosni i Hercegovini i Makedoniji. Snimanje serije je počelo u listopadu 2007. godine, a završilo 20. siječnja 2008. godine.
Uz potonju, najpoznatije ekranizacije su meksička Ružna ljepotica (La Fea mas Bella), njemačka Zaljubljena u Berlinu (Verliebt in Berlin) i američka Ružna Betty (Ugly Betty).

## Sinopsis
U svijetu visoke mode, izgled, ljepota i novac odrednice su uspjeha. U taj svijet lažnog sjaja ulazi mlada Nina Brlek, čista suprotnost svemu što on predstavlja. Nina je djevojka neugledne vanjštine, ali marljiva, inteligentna i obrazovana. Nedostaje joj ponešto manira, društvene snalažljivosti, samopouzdanja i estetske uglađenosti.
Iako zavidne biografije, Nina isprva ne uspijeva dobiti posao u prestižnoj hrvatskoj modnoj kući "H-Moda", koja pod svojom upravom izdaje i časopis "Helena". Vlasnik H-Mode je Viktor Glowatzky, koji je spreman obiteljski posao prepustiti svom sinu Davidu Glowatzkom. Za poziciju predsjednika tvrtke, bori se i Petar Vidić, brat Davidove zaručnice Barbare. Mjesto Davidove tajnice, za koje se prijavila Nina, je dobila Patricija Vučković, Barbarina prijateljica. No, odlukom Davidova oca, upravo Nina dobiva mjesto tajnice. Kako će se neugledna Nina snaći u svijetu glamura, mode i blještavila?

## Zanimljivosti
- Serija je u Hrvatskoj počela s emitiranjem u prvim počecima 2008.-e godine, no u susjednim zemljama, točnije u Srbiji i BiH, počela je s emitiranjem već u 10. mjesecu 2007.
- Eksterijer zgrade u kojoj je smještena Helena moda je neboder Zagrebtower, na Radničkoj 80 u Zagrebu.
- Serija je bila jako popularna u Srbiji, gdje se emitirala triput tjedno na srpskom FOX-u. Za vrijeme potpisivanja autograma u Beogradu, glumci iz serije su morali bježati od horde obožavatelja koji su ih skoro pokosili.
- Glumci iz serije, Edvin Liverić i Linda Begonja ušli su u kuću Big Brothera krajem sezone kako bi stanari lakše prošli tjedni zadatak, koji je bio "snimanje sapunice".
- Početkom 2008.-e godine, u tisku je objavljena vijest kako srpski FOX prekida suradnju s RTL-om, usprkos visokoj gledanosti serije.
- Nakon neuspjeha u večernjem terminu, RTL Televizija je 7. travnja 2008. preselila seriju u termin 19:35 i emitirala seriju u polusatnom izdanju. Nakon samo nekoliko epizoda, RTL je ponovno povukao seriju iz termina 19:30 i umjesto "Nine" krenule su nove epizode serije Krim Tim 2: Pravda na zadatku.
- U isto vrijeme kad je emitirana Ne daj se, Nina, hrvatska je publika mogla gledati još dvije serije snimljene prema istom konceptu. Jedna je američka verzija serije pod imenom Ružna Betty, a druga meksička telenovela Ružna ljepotica.
- Na iznenađenje mnogih, RTL Televizija je ponovno krenula s reprizom serije 28. lipnja 2010. kada se odemitirala kompletna serija.
- RTL Televizija reprizirala je seriju više puta, između ostaloga u ljetnoj shemi 2011., a na RTL-u 2 ponovno u ljetnoj shemi 2012.
- Automobili korišteni u seriji su između ostalog: Audi A6 kojeg je vozio David, Audi A5 koji je vidljiv u autosalonu kad je Nikola kupio novi Audi A4, Marko je također vozio stariji model, dok je Patricija vozila Seat Altea XL, za koju nije imala novca da kupi gorivo što je vidljivo u jednoj od epizoda.

## Uloge

### Glavna glumačka postava
| Glumac/glumica     | Lik                |
| ------------------ | ------------------ |
| Lana Gojak         | Nina Brlek         |
| Robert Kurbaša     | David Glowatzki    |
| Kristina Krepela   | Barbara Vidić      |
| Petar Ćiritović    | Petar Vidić        |
| Bojana Ordinačev   | Patricija Vučković |
| Andrija Milošević  | Marko Savić        |
| Edvin Liverić      | Zdenko Aleks Kralj |
| Vanda Božić        | Koraljka Gabrek    |
| Linda Begonja      | Monika Marinović   |
| Ivana Boban        | Sanja Poljak       |
| Hana Hegedušić     | Martina Spišić     |
| Jasna Beri         | Mira Brlek         |
| Ljubo Zečević      | Vlado Brlek        |
| Edis Žilić         | Nikola Buljubašić  |
| Ankica Dobrić      | Sofija Glowatzki   |
| Ante Čedo Martinić | Viktor Glowatzki   |
| Kristina Bajza     | Ines               |
| Saša Buneta        | Branko Kovačević   |
| Ivan Pelušić       | Davor Brlek        |
| Anica Kovačević    | Ana Marija Herceg  |

## Vanjske poveznice
- Uvodna špica
- RTL-ova službena stranica serije  Arhivirana inačica izvorne stranice od 23. listopada 2012. (Wayback Machine)
- Vijest o prekidu snimanja serije[neaktivna poveznica]
- Vijest o prekidu suradnje FOX-a i RTL-a  Arhivirana inačica izvorne stranice od 3. lipnja 2008. (Wayback Machine)